# 断箭 (1996年电影)
《断箭》（英語：Broken Arrow），是1996年的美国动作片，导演为吴宇森，由约翰·特拉沃尔塔和克里斯蒂安·史莱特领衔主演，讲述一个关于驾驶美国空军最新和高度机密的隐形轰炸机B-3（实为B-2）与盗窃美国的核武器的惊险故事。
本片的配乐为好莱坞顶级配乐师汉斯·季默所创作，同时也是华裔导演吴宇森在好莱坞的巅峰作品之一，劇情類似1975年日本電影新幹線大爆破。

## 演員和角色
- 約翰·屈伏塔 飾 Major Vic "Deak" Deakins
- 克利斯汀·史萊特 飾 Captain Riley Hale
- 萨曼莎·马西斯 飾 Terry Carmichael
- 德爾羅伊·林多 飾 Colonel Max Wilkins
- 鲍勃·冈顿 飾 Pritchett
- 肖恩·托布 飾 Max
- 寇特伍德·史密斯（英语：Kurtwood Smith） 飾 Secretary of Defense Baird
- 卡蒙·亞金札諾（英语：Carmen Argenziano） 飾 General Boone